# The Usurer's Grip
The Usurer's Grip è un cortometraggio muto del 1912 diretto da Charles J. Brabin.

## Produzione
Il film fu prodotto dalla Edison Manufacturing Company, prodotto in associazione con la Russell Sage Foundation.

## Distribuzione
Distribuito dalla General Film Company, il film - un cortometraggio in una bobina - uscì nelle sale cinematografiche statunitensi il 5 ottobre 1912. Il 28 dicembre dello stesso anno, fu distribuito anche nel Regno Unito.
Copia della pellicola viene conservata negli archivi della Library of Congress (American Film Institute / Michael Donley collection).